# Senftenhütte
Senftenhütte ist ein Ortsteil der amtsangehörigen Gemeinde Chorin im Landkreis Barnim in Brandenburg. Bis zur Eingemeindung am 27. September 1998 war Senftenhütte eine eigenständige Gemeinde, die vom Amt Britz-Chorin verwaltet wurde.

## Lage

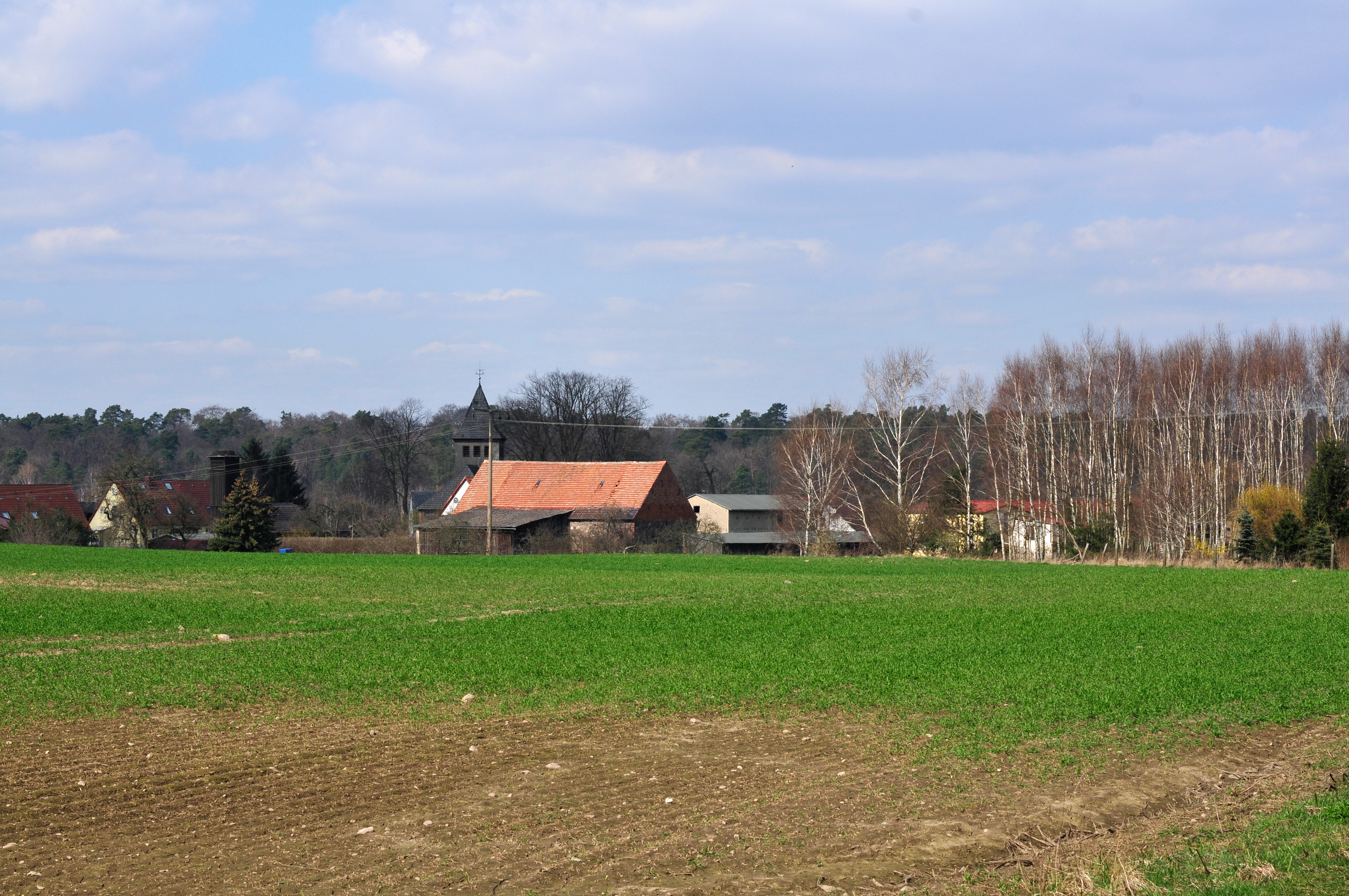
Blick auf den Ort

Senftenhütte liegt im Biosphärenreservat Schorfheide-Chorin, jeweils etwa zwölf Kilometer Luftlinie nördlich der Kreisstadt Eberswalde und südwestlich der Stadt Angermünde. Umliegende Ortschaften sind der zur Gemeinde Ziethen gehörende Ortsteil Groß-Ziethen im Nordosten, Buchholz und Serwest im Osten, Chorin im Süden, Golzow im Südwesten und Althüttendorf im Nordwesten.
Der Ort liegt am Ende der Kreisstraße 6015, die nach Althüttendorf führt. Die Bundesstraße 198 von Althüttendorf nach Angermünde verläuft etwa zwei Kilometer nördlich von Senftenhütte. In der Nähe des Dorfes verläuft zudem die Bundesautobahn 11, deren nächstgelegene Anschlussstelle Joachimsthal ist etwa vier Kilometer entfernt. Unmittelbar im Süden läuft die Bahnstrecke Berlin–Stettin an Senftenhütte vorbei, der nächstgelegene Bahnhof ist in Golzow.

## Geschichte
Das Runddorf Senftenhütte wurde erstmals im Jahr 1784 als Dorf erwähnt. Als Gründungsdatum Ortes gilt jedoch der 1. Januar 1706, als der Pachtvertrag für die daraufhin auf der heutigen Ortslage errichtete Glashütte geschlossen wurde. Die Glashütte gehörte zunächst dem Geschäftsmann Christian Puhlmann aus Berlin, 1718 wurde die Glashütte von einem neuen Pächter mit dem Namen Johann Georg Senff übernommen. Daraus leitet sich der Ortsname her.
Im Jahr 1841 lebten in Senftenhütte 383 Menschen in 46 Wohngebäuden. Die Dorfkirche war eine Filialkirche der Kirche in Herzsprung bei Angermünde. Damals gehörte Senftenhütte zur Stadt Neustadt-Eberswalde, dem heutigen Eberswalde. Zu DDR-Zeiten befand sich auf einem Waldgebiet in der Nähe von Senftenhütte die Sendestelle des Zahlensenders Gong.
Senftenhütte war schon immer ein preußisches Dorf und gehörte zunächst zum Stolpirischen Kreis. Ab dem 1. April 1817 lag der Ort im Landkreis Angermünde des Regierungsbezirks Potsdam in der Provinz Brandenburg. Am 30. September 1928 wurde der Gutsbezirk Försterei Senftenthal aufgelöst und nach Senftenhütte eingemeindet. Nach dem Zweiten Weltkrieg wurde die Gemeinde Teil der Sowjetischen Besatzungszone und später der DDR. Bei der im Juli 1952 in der DDR durchgeführten Gebietsreform wurde die Gemeinde Senftenhütte dem Kreis Eberswalde im Bezirk Frankfurt (Oder) zugeordnet. Nach der Wende wurde der Kreis Eberswalde in Landkreis Eberswalde umbenannt und schließlich aufgelöst, bei der Kreisreform im Dezember 1993 wurde die Gemeinde Senftenhütte dem neuen Landkreis Barnim zugeordnet, wo sie vom Amt Britz-Chorin mitverwaltet wurde. Am 27. September 1998 wurde die Gemeinde Senftenhütte aufgelöst und der Ort zusammen mit den bis dahin ebenfalls selbstständigen Gemeinden Golzow, Neuehütte und Sandkrug nach Chorin eingemeindet. 2008 wurde das Amt Britz-Chorin in Amt Britz-Chorin-Oderberg umbenannt.

## Denkmale
Für das Dorf Senftenhütte sind in der Denkmalliste des Landes Brandenburg zwei Baudenkmale ausgewiesen. Diese sind:
- das Forsthaus Senftenthal
- die Dorfkirche Senftenhütte. Mit dem Bau der Kirche wurde im Jahr 1803 begonnen, das Kirchenschiff wurde 1806 oder 1807 fertig gestellt. Es handelt sich bei dem Gebäude um einen massiven Feldstein-[6] und Spaltsteinmauerwerksbau mit Walmdach. Die Kirche wurde, vermutlich aus Geldmangel, zunächst ohne Kirchturm gebaut.[7] Der quadratische Westturm aus Backstein mit Zeltdach wurde 1931 hinzugefügt. Im Inneren verfügt die Kirche über eine kassettierte Holzdecke und eine Westempore.[8]

## Bevölkerungsentwicklung
| Jahr | Einwohner | Jahr | Einwohner | Jahr | Einwohner |
| ---- | --------- | ---- | --------- | ---- | --------- |
| 1875 | 573       | 1939 | 392       | 1981 | 220       |
| 1890 | 519       | 1946 | 509       | 1985 | 191       |
| 1910 | 444       | 1950 | 485       | 1989 | 183       |
| 1925 | 403       | 1964 | 344       | 1992 | 186       |
| 1933 | 397       | 1971 | 300       | 1996 | 197       |